# Pilatus P-2
Pilatus P-2 je vojenský cvičný letoun navržený švýcarskou společností Pilatus v roce 1942, který poprvé vzlétl 27. dubna 1945. Švýcarské vzdušné síly jej užívaly v letech 1946 až 1981. Typ P-2 konstrukčně vycházel z nerealizovaného projektu jednomístného stroje P-1.

## Vznik a vývoj
P-2 je klasicky řešený dolnoplošník smíšené konstrukce, kombinující kov, dřevo a plátno, s plně zatažitelným záďovým podvozkem a tandemovým kokpitem osádky vybaveným dvojím řízením. Z úsporných důvodů byly některé použité díly převzaty ze starších strojů švýcarského letectva, například části podvozku pocházejí z Messerschmittu Bf 109. Typ vznikl ve dvou výrobních sériích, jedné (P-2-05) bez výzbroje a druhé (P-2-06) vybavené pro zbraňový výcvik, se synchronizovaným kulometem nad motorovým krytem a závěsníky pro neřízené rakety a lehké pumy pod křídlem.
Po vyřazení z vojenské služby byly zachovalé stroje (okolo 48 kusů) prodány civilním vlastníkům. V roce 2008 se v leteckých registrech Švýcarska, Německa, Francie, Spojeného království a Spojených států nacházelo ještě nejméně 23 exemplářů. U soukromých uživatelů si typ získal popularitu, a často se objevuje například ve filmech a na leteckých dnech v nápodobě zbarvení Luftwaffe coby blíže neurčený „nepřátelský“ letoun.

## Varianty

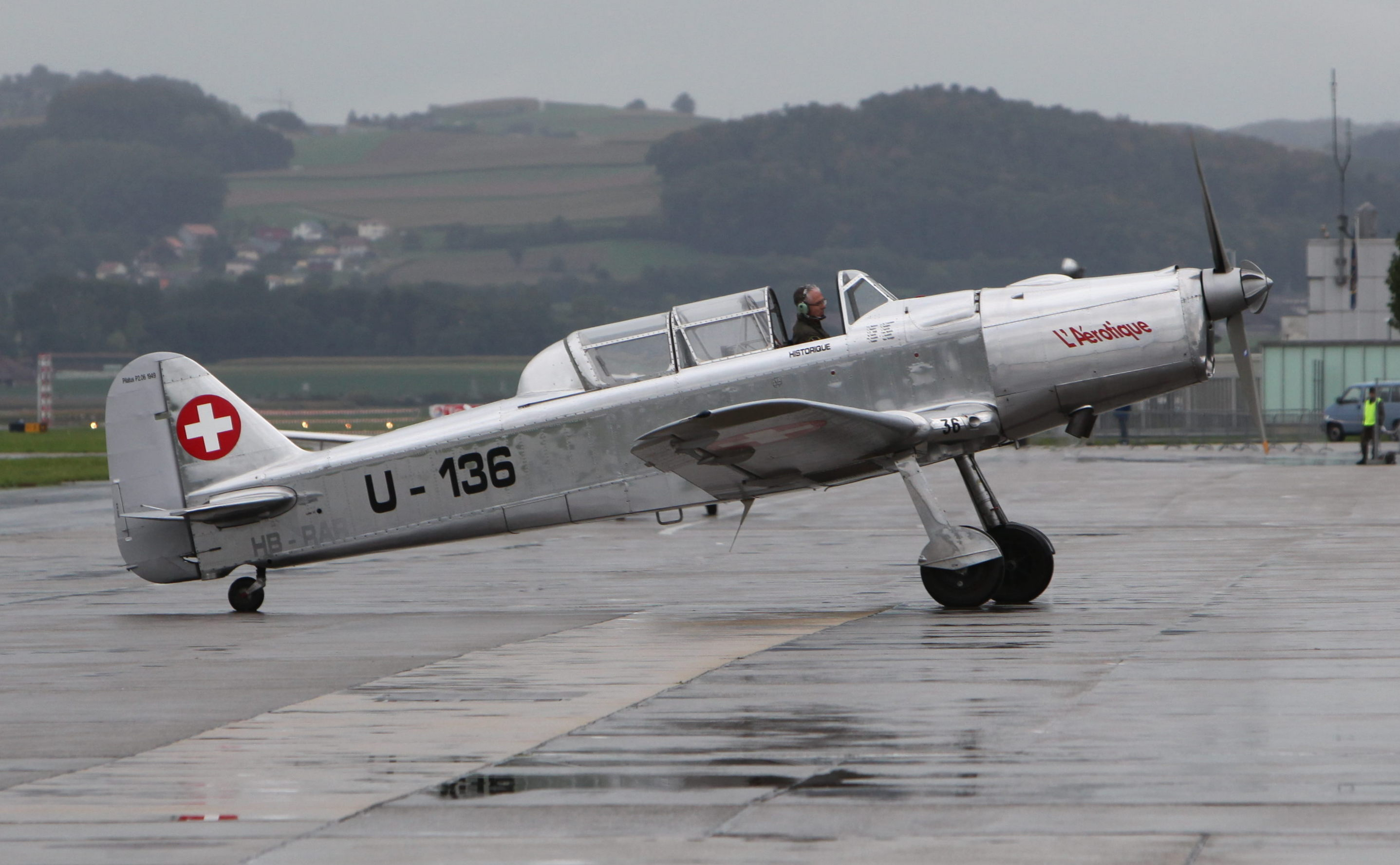
Pilatus P-2 ve švýcarském zbarvení během dne otevřených dveří na základně Payerne, 2010

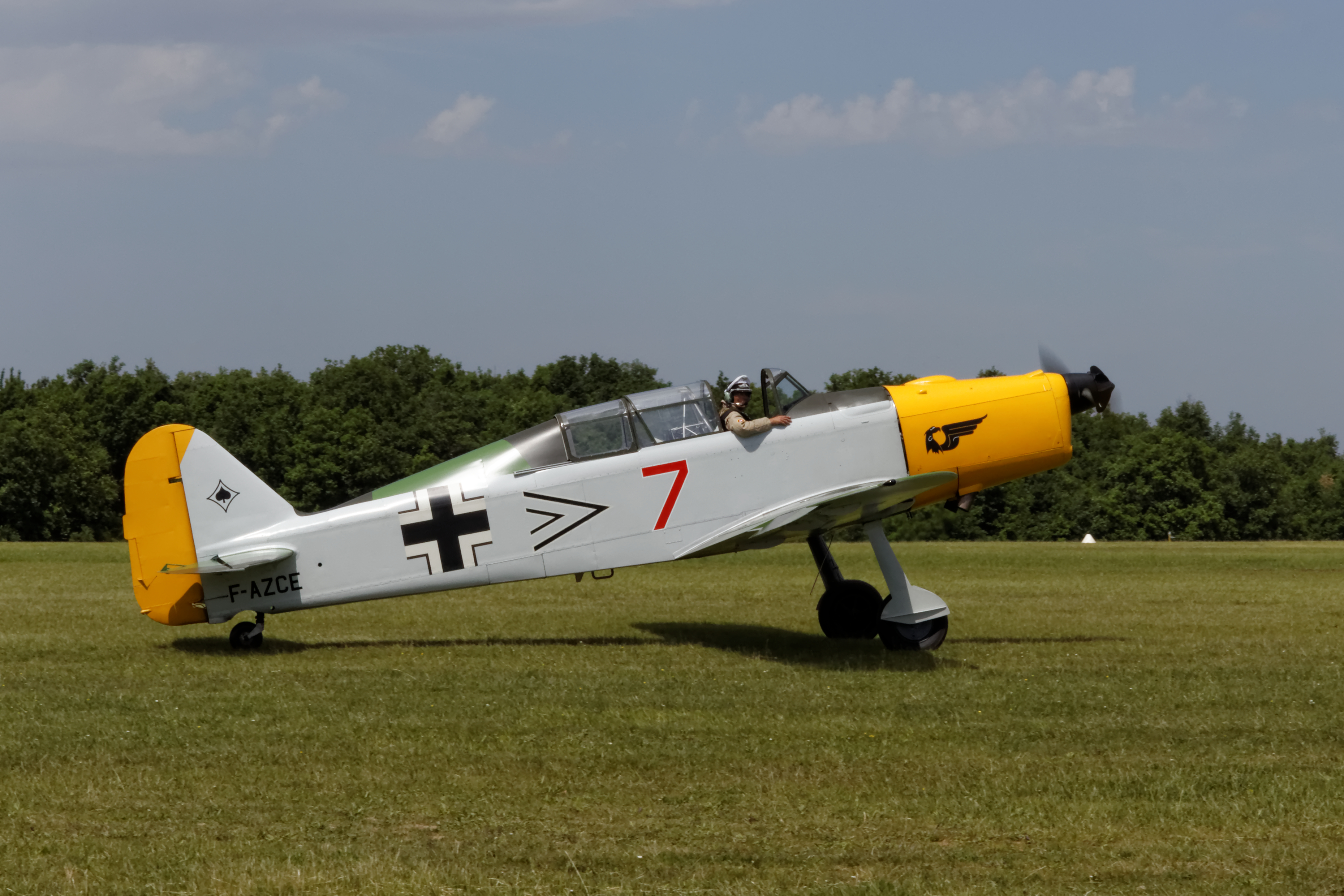
P-2-06 soukromého vlastníka v barvách Luftwaffe, letecký den ve Ferté-Alais 2014

P-2-01
První prototyp (HB-GAB/A-101/U-101) poháněný vzduchem chlazeným motorem Argus As 410.
P-2-02
Nelétající exemplář určený pro statické zkoušky draku.
P-2-03
Prototyp poháněný stojatým dvanáctiválcovým vidlicovým motorem Hispano-Suiza HS-12Mb s rozměrným chladičem kapaliny pod trupem.
P-2-04
Ozbrojená verze P-2-03.
P-2-05
Neozbrojená sériová verze s motorem Argus. Švýcarské letectvo převzalo 26 kusů.
P-2-06
Ozbrojená sériová verze s motorem Argus. Švýcarské letectvo převzalo 26 kusů.

## Uživatelé
- Švýcarsko
  - Švýcarské vzdušné síly

## Specifikace (P-2-05)
Údaje podle

### Technické údaje
- Osádka: 2 (instruktor a žák)
- Délka: 9,07 m
- Rozpětí: 11, m
- Výška: 2,70 m
- Nosná plocha: 17 m²
- Prázdná hmotnost: 1 380 kg
- Vzletová hmotnost: 1 800 kg
- Pohonná jednotka: 1 × vzduchem chlazený invertní vidlicový dvanáctiválec Argus As 410 A-2
- Výkon pohonné jednotky: 347 kW (465 hp)

### Výkony
- Maximální rychlost: 340 km/h
- Cestovní rychlost: 306 km/h
- Dolet: 865 km
- Praktický dostup: 6 600 m
- Stoupavost 6,5 m/s